# With the Lights Out
With the Lights Out (dt. Mit ausgeschalteten Lichtern) ist ein Box-Set der US-amerikanischen Rockband Nirvana, bestehend aus drei CDs und einer DVD. Es wurde im November 2004 veröffentlicht. Es besteht aus spärlich vorhandenen Aufnahmen der Band, etwa Demotapes oder akustischen Versionen der Songs.

## Geschichte
Diese Box sollte bereits im September 2001 zum 10-jährigen Jubiläum von Nevermind erscheinen. Aufgrund von Unstimmigkeiten zwischen der Cobain-Witwe Courtney Love und den verbliebenen Mitgliedern von Nirvana, Dave Grohl und Krist Novoselic, wurde das Erscheinen der Box zahlreiche Male verschoben. Love wollte ein Best-of-Album auf den Markt bringen, während Grohl und Novoselic With the Lights Out veröffentlichen wollten. Am Ende setzte sich Love durch und so erschien am 28. Oktober 2002 Nirvana mit dem im Januar 1994 aufgenommenen, bis dahin unveröffentlichten Song You Know You’re Right. Der Streit zwischen den beiden Parteien ging aber weiter. Es dauerte lange, bis sie sich einigen konnten, und so erschien With the Lights Out im November 2004.
With the Lights Out ist heute das meistverkaufte Box-Set aller Zeiten.

## Stil
With the Lights Out besteht aus seltenen, unveröffentlichten Aufzeichnungen von Nirvana. Darauf findet man Cover-Versionen (z. B. Leadbellys Ain’t It a Shame), unveröffentlichte Studio-Songs (z. B. Sappy/Verse Chorus Verse und Old Age), B-Seiten (z. B. Marigold) sowie Demos (Rape Me), viele davon von Cobain solo-akustisch zuhause aufgenommen (darunter auch Do Re Mi ein Song, der nach Cobains Suizid nicht mehr im Studio aufgenommen werden konnte).

## Titel
Der Titel With the Lights Out wurde von Courtney Love ausgewählt und stammt aus Nirvanas größtem Hit Smells Like Teen Spirit.

## Sliver – The Best of the Box
2005 wurde das Album Sliver – The Best of the Box veröffentlicht, das aus verschiedenen Demo- und Liveversionen besteht, die zuvor bereits auf With the Lights Out erschienen waren. Das nach dem gleichnamigen Song benannte Album enthält aber auch unveröffentlichte Demo-Versionen von Spank Thru, Sappy und Come As You Are.

## Titelliste

### CD 1
1. Heartbreaker (Led Zeppelin Cover) (2:59)
2. Anorexorcist (2:44)
3. White Lace and Strange (Bond; Thunder-&-Roses-Cover) (2:09)
4. Help Me, I’m Hungry (2:41)
5. Mrs. Butterworth (4:05)
6. If You Must (4:01)
7. Pen Cap Chew (3:02)
8. Downer (1:43)
9. Floyd the Barber (2:33)
10. Raunchola/Moby Dick (Led-Zeppelin-Cover) (6:24)
11. Beans (1:32)
12. Don’t Want It All (2:26)
13. Clean Up Before She Comes (3:12)
14. Polly (2:30)
15. About a Girl (2:44)
16. Blandest (3:56)
17. Dive (4:50)
18. They Hung Him on a Cross (Leadbetter, Huddie) (1:57)
19. Grey Goose (Ledbetter, Huddie) (4:36)
20. Ain’t It a Shame (Ledbetter, Huddie) (2:01)
21. Token Eastern Song (3:21)
22. Even in His Youth (3:12)
23. Polly (2:36)

### CD 2
1. Opinion (1:34)
2. Lithium (1:49)
3. Been a Son (1:12)
4. Sliver (2:09)
5. Where Did You Sleep Last Night (Ledbetter, Huddie) (2:31)
6. Pay to Play (frühe Version von Stay Away) (3:29)
7. Here She Comes Now (Cale, Morrison, Reed, Tucker; The-Velvet-Underground-Cover) (5:01)
8. Drain You (2:38)
9. Aneurysm (4:47)
10. Smells Like Teen Spirit (Rehearsal Demo) (5:40)
11. Breed (Rough Mix) (3:07)
12. Verse Chorus Verse (Outtake) (3:17)
13. Old Age (Outtake) (4:20)
14. Endless, Nameless (8:47)
15. Dumb (2:35)
16. D-7 (Sage; Wipers Cover) (3:46)
17. Oh, the Guilt (3:25)
18. Curmudgeon (3:03)
19. Return of the Rat (Sage; Wipers-Cover) (3:09)
20. Smells Like Teen Spirit (Butch Vig Mix) (4:59)

### CD 3
1. Rape Me (3:23)
2. Rape Me (3:01)
3. Scentless Apprentice (Rehearsal Demo) (9:32)
4. Heart-Shaped Box (5:31)
5. I Hate Myself and Want to Die (4:03)
6. Milk It (4:34)
7. Moist Vagina (a.k.a. „MV“) (1:56)
8. Gallons of Rubbing Alcohol Flow Through the Strip (7:33)
9. The Other Improv (6:24)
10. Serve the Servants (1:36)
11. Very Ape (1:52)
12. Pennyroyal Tea (3:30)
13. Marigold (Grohl) (2:34)
14. Sappy (3:26)
15. Jesus Doesn’t Want Me for a Sunbeam (Kelly/ McKee; The-Vaselines-Cover) (3:57)
16. Do Re Mi (4:24)
17. You Know You’re Right (Solo Acoustic Demo) (2:30)
18. All Apologies (3:33)

### Videoalbum
1. Love Buzz (2:32)
2. Scoff (:47)
3. About a Girl (3:05)
4. Big Long Now (4:22)
5. Immigrant Song (Led-Zeppelin-Cover) (1:57)
6. Spank Thru (3:03)
7. Hairspray Queen (3:37)
8. School (2:53)
9. Mr. Moustache (3:47)
10. Big Cheese (3:13)
11. Sappy (4:27)
12. In Bloom (Sub Pop Version) (4:28)
13. School (2:33)
14. Love Buzz (Shocking Blue) (3:40)
15. Pennyroyal Tea (1:55)
16. Smells Like Teen Spirit (6:16)
17. Territorial Pissings (2:45)
18. Jesus Doesn’t Want Me for a Sunbeam (The Vaselines) (3:32)
19. Talk to Me (3:35)
20. Seasons in the Sun (Terry Jacks) (3:40)

## Chartplatzierungen und Auszeichnungen
With the Lights Out stieg am 6. Dezember 2004 auf Platz 48 in die deutschen Charts ein und konnte sich drei Wochen in den Top 100 halten. Auch Sliver – The Best of the Box erreichte am 18. November 2005 für eine Woche Position 97 der Charts.
With the Lights Out erhielt noch im Erscheinungsjahr für mehr als 250.000 verkaufte Einheiten in den Vereinigten Staaten eine Platin-Schallplatte.

| Land/Region                  | Auszeichnungen für Musikverkäufe (Land/Region, Auszeichnung, Verkäufe) | Verkäufe |
| ---------------------------- | ---------------------------------------------------------------------- | -------- |
| Vereinigte Staaten (RIAA)    | Platin                                                                 | 250.000  |
| Vereinigtes Königreich (BPI) | Silber                                                                 | 60.000   |
| Insgesamt                    | 1× Silber · 1× Platin ·                                                | 310.000  |

Hauptartikel: Nirvana/Auszeichnungen für Musikverkäufe